# Чермошенцев, Анатолий Алексеевич
Анатолий Алексеевич Чермошенцев (23 декабря 1937, Омск — 25 декабря 2014, Омск) — советский и российский художник график, занимавшийся и живописью, заслуженный художник РСФСР (1987), профессор кафедры рисунка Факультета искусств ОмГПУ, отец художника Алексея Анатольевича Чермошенцева.

## Биография
Родился в семье служащего.
В 1955 г. окончил Омскую среднюю школу № 68 и художественную студию при клубе завода им. Ворошилова (руководитель студии Т. П. Козлов). В 1960 г. окончил Краснодарское художественное училище.
- 1960—1962 гг. — служба в рядах Советской армии,
- 1962 г. — участник первого семинара графиков Сибири в Красноярске. Работа на творческой даче «Челюскинская».
- 1962—1974 гг. — преподаёт на художественно-графическом факультете Омского государственного педагогического института им. А. М. Горького,
- 1964 г. — принят в члены Союз художников РСФСР,
- 1965—1974, 1987—1991 гг. — член правления Омской организации Союза художников РСФСР,
- 1972 г. — организует молодёжное объединение Омской организации Союза художников РСФСР,
- 1973 г. — организует первую зональную выставку «Молодые художники Сибири», г. Омск,
- 1973 г. — окончил художественно-графический факультет Омского государственного педагогического института им. А. М. Горького,
- 1974—1976, 1985—1987 гг. — председатель правления Омской организации Союза художников РСФСР,
- 1976 г. — делегат IV съезда Союза художников РСФСР. Избран членом Центральной ревизионной комиссии Союза художников РСФСР,
- 1977 г. — первая персональная выставка г Омск,
- 1978—1980 гг. — заведующий кафедрой художественных дисциплин Омского технологического института,
- 1986—1991 — член выставочной комиссии зональной художественной выставки «Сибирь социалистическая»,
- 1987 г. — Делегат VI съезда Союза художников РСФСР. Избран членом правления Союза художников РСФСР,
- 1987 г. — Вторая персональная выставка г. Омск.

Похоронен на Старо-Северном мемориальном кладбище Омска.
В 1960-х — первой половине 1980-х гг. работал в печатной графике (линогравюра, резерваж, акватинта, гравюра на картоне, литография на цинке, гравюра на металле, офорт), в техниках акварели и пастели. Автор графических серий: "«Железнодорожный Омск» (1962-63), «Сибирская деревня», «Нефть Сибири» (1975), «Деревенские дети» (1978), «Омск индустриальный» (1985), «Память» (1986), «Дорога» (1987), «Город» (1987).
Основные произведения: «Сельское кафе» (1963, линогравюра), «Шоссе» (1963, резерваж, акватинта), «Обед» (1963, линогравюра), «Морзянка», «Зима» «Родина» — 1967, линогравюра; «Семья» (1968, литография на цинке), «Косцы» (1969, офорт, акватинта), «Карусель» (1969, линогравюра), «У колодца», «Мальчик и лошади», «Всадники» — 1978 (офорт, акватинта).
С 1980-х г. работал в технике масляной живописи («Тишина»,1997, «Русь пасхальная», 1999, «К солнцу», 2000 и другие).

## Награды и звания
Лауреата Омского обкома ВЛКСМ (1970). Заслуженный художник РСФСР (1987).

## Выставки
- 1964 г. I зональная художественная тематическая выставка «Сибирь социалистическая». Новосибирск.
- 1964 г. Групповая выставка художников Бережного Н., Белана В., Слободина М., Чермошенцева А. ООМИИ, Омск.
- 1965 г. Передвижная выставка «Художники Сибири». Новосибирск, Томск.
- 1965 г. «Советская Россия». 2-я республиканская художественная выставка. Москва
- 1966 г. «Художники Сибири и Дальнего Востока» Межрегиональная художественная выставка. Тюмень, Москва.
- 1966 г. Выставка художников в честь 250-летия города Омска. Омск.
- 1967 г. II зональная выставка «Сибирь социалистическая», посвященная 50-летию Советской власти. Омск.
- 1967 г. «Советская Россия». 3-я республиканская художественная выставка. Москва.
- 1967 г. «50 лет Советской власти». Всесоюзная юбилейная художественная выставка. Москва.
- 1967 г. «Молодые художники России». 1-я республиканская выставка. Москва.
- 1968 г. Областная выставка омских художников «Ленинскому комсомолу посвящается». Омск.
- 1968 г. Областная художественная выставка «Художники — Октябрю». Омск.
- 1968 г. «Омские художники» Групповая выставка. Черновцы.
- 1969 г. III зональная выставка «Сибирь социалистическая» (к 100-летию со дня рождения В. И. Ленина). Красноярск.
- 1969 г. «Молодые графики Омска». Групповая выставка художников Бережного, Желиостова, Чермошенцева. Омск, Тюмень.
- 1970 г. «Советская Россия» 4-я республиканская выставка. Москва.
- 1970 г. Областная выставка произведений омских художников, посвященная 100-летию со дня рождения В. И. Ленина. Омск.
- 1971 г. «Художники Урала, Сибири и Дальнего Востока» Межрегиональная выставка. Москва.
- 1973 г. Юбилейная выставка, посвященная 40-летию Омской организации СХ и ХПМ. Омск.
- 1974 г. 7-я международная выставка. Амьен. Франция.
- 1974 г. «Графики Сибири». Франция.
- 1974 г. IV-я зональная выставка «Сибирь социалистическая». Томск.
- 1974 г. 1-я Всероссийская выставка эстампа. Ленинград, Уфа.
- 1974 г. «Художники Омска». Пешт. Венгрия.
- 1975 г. «Советская Россия». 5-я республиканская художественная выставка. Москва.
- 1975 г. Областная выставка, посвященная 30-летеию Победы над фашистской Германией. Омск.
- 1977 г. Персональная выставка. Дом художника. Омск.
- 1977 г. Областная выставка произведений омских художников, посвященная 60-летеию Великого Октября. Омск.
- 1978 г. Групповая выставка работ. Белов С. К., Чермошенцев А. А., Бугаенко Ф. Д.. Москва, Ленинград.
- 1978 г. 2-я Всероссийская выставка эстампа. Ростов-на-Дону, Москва, Ленинград.
- 1979 г. «Мы строим БАМ». Республиканская выставка. Улан-Удэ.
- 1979 г. Областная выставка произведений омских художников, посвященная 60-летию освобождения города Омска от колчаковщины. Омск.
- 1979 г. Передвижная выставка омских художников по районам Омской области, посвященная 25-летию освоения целинных и залежных земель. Русская Поляна, Павлоградка, Одесское.
- 1979 г. Групповая выставка работ. Белов С. К., Чермошенцев А. А., Бугаенко Ф. Д.. Барнаул, Кемерово.
- 1980 г. V зональная выставка «Сибирь социалистическая». Барнаул.
- 1980 г. «Советская Россия». 6-я республиканская художественная выставка. Москва.
- 1981 г. «По родной стране». Всероссийская выставка. Москва.
- 1981 г. 6-я Всесоюзная выставка эстампа. Москва.
- 1982 г. Юбилейная выставка произведений омских художников «Омская земля» (50 лет организации). Омск.
- 1984 г. «Художники России — БАМу». Республиканская выставка. Москва.
- 1984 г. Выставка произведений омских художников «Омск и омичи». Омск.
- 1984—1985 гг. Выставка произведений омских художников «Хлеб омской земли», посвященная 30-летию освоения целины. Омск.
- 1985 г. «Советская Россия». 7-я республиканская художественная выставка. Москва.
- 1985 г. Областная выставка, посвященная 40-летию Победы над Германией, «Омичи в труде и бою». Омск.
- 1986 г. Выставка произведений омских художников «Слава труду», посвященная XXVII съезду КПСС. Омск.
- 1986 г. Областная выставка произведений омских художников «Художник и город», посвященная 270-летию основания города Омска. Омск.
- 1987 г. Областная выставка произведений омских художников «Художники — Октябрю», посвященная 70-летию Великого Октября. Омск.
- 1987 г. Персональная выставка. Дом художника. Омск.
- 1988 г. Персональная выставка / совместно с С. К. Беловым. Москва.
- 1991 г. VII-я зональная выставка «Сибирь». Красноярск.
- 1994 г. Персональная выставка. Музей им. М. А. Врубеля. Омск.
- 1998 г. Персональная выставка. Музей им. М. А. Врубеля. Омск.
- 2002 г. Персональная выставка. Городской музей «Искусство Омска». Омск.
- 2003 г. Персональная выставка. Музей им. М. А. Врубеля. Омск.
- 2005 г. Персональная выставка. Художественный музей «Либеров-центр». Омск.
- 2007 г. — Вид из окна. Дом художника. Омск.
- 2008 г. «Человек на Земле». Персональная выставка. Дом художника. Омск.
- 2008 г. «Сибирь: собирательный образ» Выставка работ современных художников Сибири. Дом художника. Омск.

## Собрания
Государственные и частные собрания, в которых находятся произведения А. А. Чермошенцева
- Омский областной музей изобразительных искусств имени М. А. Врубеля. Омск.
- Омский государственный историко-краеведческий музей. Омск.
- Городской музей «Искусство Омска». Омск.
- Музей омской милиции. Омск.
- Иркутский областной художественный музей. Иркутск.
- Государственный художественный музей Алтайского края. Барнаул.
- Бурятский республиканский художественный музей им. Ц. Сампилова. Улан-Удэ.
- Кемеровский областной музей изобразительных искусств. Кемерово.
- Краснодарский краевой художественный музей имени Ф. А. Коваленко. Краснодар.
- Камчатский областной художественный музей. Петропавловск-Камчатский.
- Новосибирский государственный художественный музей. Новосибирск.
- Дагестанский республиканский художественный музей. Дагестан.
- Пензенская областная картинная галерея имени К. А. Савицкого. Пенза.
- Ростовский областной музей изобразительных искусств. Ростов-на-Дону.
- Тюменский областной музей изобразительных искусств. Тюмень.
- Читинский областной художественный музей. Чита.
- Ряд работ является собственностью Министерством культуры Российской Федерации, Художественных фондов СССР и Российской Федерации.

## Интересные факты
Основатель Художественно-графического факультета Либеров А. Н. пригласил преподавать в Омский государственный педагогический институт им. А. М. Горького молодых художников А. А. Чермошенцева и Г. А. Штабнова на тот момент ещё не имевших высшего образования. Со временем они окончили факультет, на котором сами преподавали.